# Perturbation (astronomi)

Vektordiagram som visar hur solen påverkar månens bana runt jorden. De blå pilarna representerar riktningen och storleken på gravitationskraften på jorden. Att tillämpa detta på både jordens och månens position stör inte positionerna i förhållande till varandra. När den subtraheras från kraften på månen (svarta pilar), är det kvar den störande kraften (röda pilar) på månen i förhållande till jorden. Eftersom den störande kraften är olika i riktning och storlek på motsatta sidor av banan, producerar den en förändring i omloppsbanans form.

Perturbation är en term som används inom astronomi för att beskriva hur en kropps omloppsbana påverkas av en annan kropps gravitation. Andra krafterna kan vara en tredje (fjärde, femte, etc.) kropp, motstånd, som från en atmosfär, och attraktionen utanför centrum av en oblat eller på annat sätt missformad kropp.
Många typer förekommer: planetperturbation (som beror på planeternas inbördes dragning), perturbationer av resistent medium, relativistiska perturbationer etc.

## Introduktion
Studiet av perturbationer började med de första försöken att förutsäga planetariska rörelser på himlen. I gamla tider var orsakerna okända. När Isaac Newton formulerade sina lagar för rörelse och gravitation, och tillämpade dem på den första analysen av perturbationer, insåg han de komplexa svårigheterna med deras beräkning. Många av de stora matematikerna sedan dess har uppmärksammat de olika problem som är involverade; under hela 1700- och 1800-talen efterfrågades noggranna tabeller över månens och planeternas position för marin navigering.
De komplexa rörelserna av gravitationsstörningar kan brytas ner. Den hypotetiska rörelse som kroppen följer under gravitationseffekten av endast en annan kropp är en konisk sektion och kan beskrivas i geometriska termer. Detta kallas ett tvåkropparsproblem, eller en orörd Keplerbana. Skillnaderna mellan den och kroppens faktiska rörelse är störningar på grund av de ytterligare gravitationseffekterna av den eller de återstående kroppen eller kropparna. Om det bara finns en annan betydande kropp så är den störda rörelsen ett trekropparsproblem, eller om det finns flera andra kroppar är det ett n-kropparsproblem. En generell analytisk lösning (ett matematiskt uttryck för att förutsäga positioner och rörelser vid varje framtida tidpunkt) finns för tvåkropparsproblemet, men när fler än två kroppar medverkar finns analytiska lösningar endast för speciella fall. Även tvåkropparsproblemet blir olösligt om en av kropparna har oregelbunden form.

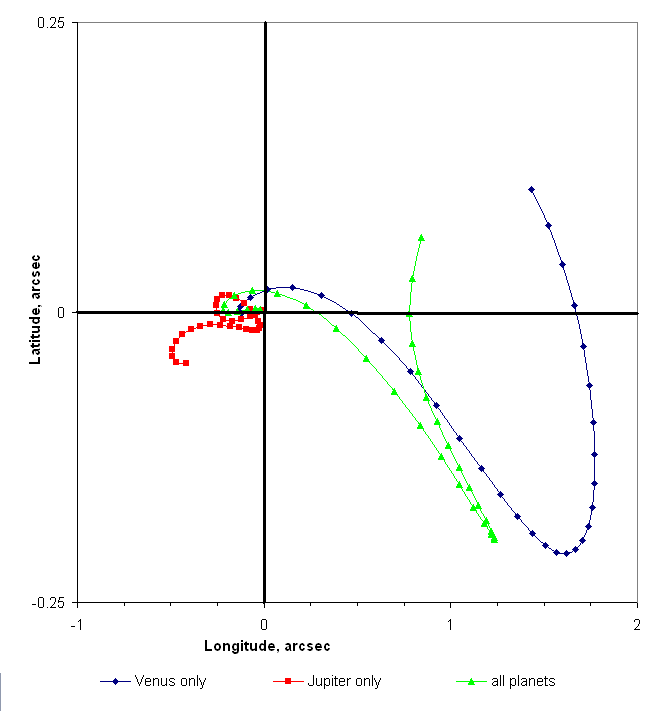
Merkurius omloppsbana longitud och latitud, störd av Venus, Jupiter och alla planeterna i solsystemet, med 2,5 dygns intervall. Merkurius skulle förbli centrerad på hårkorset om det inte fanns några störningar.

De flesta system som omfattar flera gravitationsattraktioner presenterar en primär kropp som är dominerande i dess effekter (till exempel en stjärna, i fallet med stjärnan och dess planet, eller en planet, i fallet med planeten och dess satellit). De andra kropparnas gravitationseffekter kan behandlas som störningar av planetens eller satellitens hypotetiska oberörda rörelse runt dess primära kropp.

## Matematisk analys

### Allmänna perturbationer
I metoder för allmänna perturbationer löses allmänna differentialekvationer, antingen av rörelse eller förändring i banelementen, analytiskt, vanligtvis genom serieutveckling. Resultatet uttrycks vanligtvis i termer av algebraiska och trigonometriska funktioner hos de orbitala elementen för kroppen i fråga och de störande kropparna. Detta kan tillämpas generellt på många olika uppsättningar av förhållanden, och är inte specifikt för någon speciell uppsättning graviterande föremål. Historiskt sett undersöktes allmänna perturbationer först. De klassiska metoderna är kända som variation av elementen, variation av parametrar eller variation av integrationskonstanter. I dessa metoder anses det att kroppen alltid rör sig i en konisk sektion, men den koniska sektionen förändras ständigt på grund av störningarna. Om alla perturbationer skulle upphöra vid något speciellt ögonblick, skulle kroppen fortsätta i denna (nu oföränderliga) koniska sektion på obestämd tid. Den är känd som den oskulerande omloppsbanan och dess orbitala element vid en viss tidpunkt är vad som eftersträvas av metoderna för allmänna perturbationer.
Allmänna perturbationer drar fördel av det faktum att i många problem med himmelsmekanik förändras tvåkropparsbanan ganska långsamt på grund av störningarna, där tvåkropparsbanan är en bra första approximation. Allmänna perturbationer är endast tillämpliga om de störande krafterna är ungefär en storleksordning mindre, eller mindre, än den primära kroppens gravitationskraft. I solsystemet är detta vanligtvis fallet där Jupiter, den näst största kroppen, har en massa på cirka 1/1000 av solens.
Metoder för allmänna perturbationer föredras för vissa typer av problem, eftersom källan till vissa observerade rörelser lätt kan hittas. Detta är inte nödvändigtvis så för speciella störningar om rörelserna skulle förutsägas med liknande noggrannhet, och om ingen information om konfigurationerna av de störande kropparna (till exempel en banresonans) som orsakade dem skulle finnas tillgänglig.

### Speciella perturbationer
I metoder för speciella perturbationer skapas numeriska datamängder, som representerar värden för positionerna, hastigheterna och accelerationskrafterna på kropparna av intresse, till grund för numerisk integrering av differentialekvationerna för rörelse. I själva verket störs positionerna och hastigheterna direkt, och inga försök görs att beräkna kurvorna för banorna eller banelementen.
Särskilda perturbationer kan appliceras på alla problem inom himmelsmekanik, eftersom de inte är begränsade till fall där de störande krafterna är små. En gång tillämpades endast på kometer och mindre planeter, är nu speciella metoder grunden för de mest exakta maskingenererade planetariska efemeriderna i de stora astronomiska almanackorna. Särskilda perturbationer används också för att modellera en bana med datorer.

#### Cowells formulering

Cowells metod. Krafter från alla pertuberande kroppar (svarta och gråa) summeras för att bilda den totala kraften på kroppen i (röd), och detta är numeriskt integrerat med start från utgångspositionen (oskulationsepoken).

Cowells formulering (så kallad efter Philip H. Cowell, som tillsammans med A.C.D. Cromellin använde en liknande metod för att förutsäga återkomsten av Halleys komet) är kanske den enklaste av de speciella perturbatiosmetoderna. I ett system av n ömsesidigt interagerande kroppar, löser denna metod matematiskt de newtonska krafterna på kroppen i genom att summera de individuella interaktionerna från de andra j kropparna:
{\displaystyle \mathbf {\ddot {r}} _{i}=\sum _{\underset {j\neq i}{j=1}}^{n}\ G\ m_{j}{\frac {\ (\mathbf {r} _{j}-\mathbf {r} _{i})\ }{\ \|\mathbf {r} _{j}-\mathbf {r} _{i}\|^{3}}}}
där {\displaystyle \ \mathbf {\ddot {r}} _{i}\ } är kroppens accelerationsvektor {\displaystyle i}, {\displaystyle G} är gravitationskonstanten, {\displaystyle \ m_{j}\ } är kroppens massa {\displaystyle j}, {\displaystyle \ \mathbf {r} _{i}\ } och {\displaystyle \ \mathbf {r} _{j}\ } är positionsvektorerna för objekt {\displaystyle \ i\ } respektive {\displaystyle \ j\ }, och {\displaystyle \ r_{ij}\equiv \|\mathbf {r} _{j}-\mathbf {r} _{i}\|\ } är avståndet från objektet {\displaystyle i} till objekt {\displaystyle \ j\ }, alla vektorer refererar till systemets barycenter. Denna ekvation löses upp i komponenter {\displaystyle \ x\ ,}
{\displaystyle \ y\ ,} and {\displaystyle \ z\ ,} och dessa integreras numeriskt för att bilda de nya hastighets- och positionsvektorerna. Denna process upprepas så många gånger som behövs. Fördelen med Cowells metod är enkel applicering och programmering. En nackdel är att när perturbationerna blir stora i omfattning (som när ett föremål närmar sig ett annat) blir också felen i metoden stora. Men för många problem inom himlamekaniken är detta aldrig fallet. En annan nackdel är att i system med en dominerande central kropp, såsom solen, är det nödvändigt att bära många signifikanta siffror i aritmetiken på grund av den stora skillnaden i krafterna hos den centrala kroppen och de störande kropparna, fastän med hög precision inbyggd i moderna datorer är detta inte lika mycket av en begränsning som det en gång var. 

## Periodisk natur

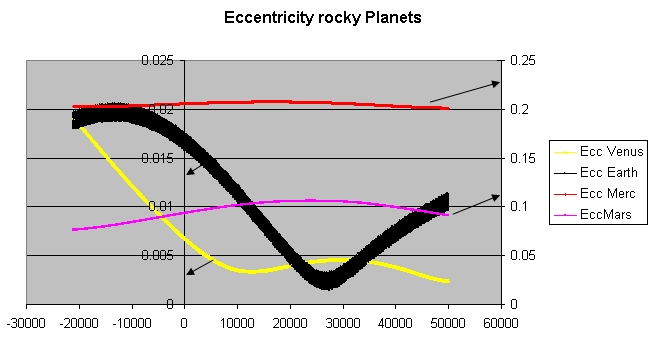
Gravity Simulator plot av den förändrade orbitala excentriciteten för Merkurius, Venus, Jorden och Mars under de kommande 50 000 åren. 0-poängen på denna tomt är år 2007.

I solsystemet är många av perturbationerna av en planet av en annan periodiska, och består av små impulser varje gång en planet passerar en annan i sin omloppsbana. Detta får kropparna att följa rörelser som är periodiska eller kvasi-periodiska – som Månen i sin starkt störda bana, som är föremål för månteori. Denna periodiska natur ledde till upptäckten av Neptunus 1846 som ett resultat av dess störningar i Uranus omloppsbana.
Pågående ömsesidiga perturbationer av planeterna orsakar långvariga kvasi-periodiska variationer i deras omloppselement, mest uppenbart när två planeters omloppsperioder är nästan synkroniserade. Till exempel är fem omloppsbanor av Jupiter (59,31 år) nästan lika med två av Saturnus (58,91 år). Detta orsakar stora störningar av båda, med en period på 918 år, den tid som krävs för den lilla skillnaden i deras positioner vid konjunktion att göra en komplett cirkel, först upptäckt av Laplace.Venus har för närvarande den omloppsbana med minst excentricitet, det vill säga den är närmast cirkulär, av alla planetbanor. Om 25 000 år kommer jorden att ha en mer cirkulär (mindre excentrisk) bana än Venus. Det har visat sig att långvariga periodiska perturbationer inom solsystemet kan bli kaotiska över mycket långa tidsskalor. Under vissa omständigheter kan en eller flera planeter korsa en annans omloppsbana, vilket leder till kollisioner.
Banorna för många av solsystemets mindre kroppar, såsom kometer, är ofta kraftigt störda, särskilt av gasjättarnas gravitationsfält. Medan många av dessa störningar är periodiska, är andra inte det, och dessa kan i synnerhet representera aspekter av kaotisk rörelse. Till exempel, i april 1996, gjorde Jupiters gravitationsinflytande att perioden för kometen Hale–Bopps omloppsbana minskade från 4 206 till 2 380 år, en förändring som inte kommer att återgå på någon periodisk basis.